# Bonin-Ogródki
Bonin-Ogródki (dawn. Bonin-Ogrodniki) – wieś sołecka w Polsce położona w województwie mazowieckim, w powiecie łosickim, w gminie Sarnaki.
W latach 1975–1998 miejscowość administracyjnie należała do województwa bialskopodlaskiego.
Wierni Kościoła rzymskokatolickiego należą do parafii św. Elżbiety Węgierskiej w Konstantynowie.